# 불새 (1997년 영화)
"불새"는 1997년에 개봉한 대한민국의 영화이다.

## 배역
- 이정재 : 영후 역
- 손창민 : 민섭 역
- 오연수 : 미란(민섭의 이복여동생) 역
- 유인촌 : 경섭 역
- 김지연 : 현주(민섭의 약혼녀) 역
- 최동준 : 박 실장 역
- 강혜종 : 윤 역
- 송금식 : 두찬 역
- 권남희 : 경섭아내 역
- 문미봉 : 최 노파 역
- 이후영 : 연출가 역
- 이성용 : 채 변호사 역
- 안준모 : 기획실직원 역
- 김왕근 : 기획실직원 역
- 추재명 : 기획실직원 역
- 조수정 : 기획실직원 역
- 윤성훈 : 두찬일파 역
- 박상현 : 두찬일파 역
- 권성환 : 두찬일파 역
- 김민수 : 두찬일파 역
- 서범식 : 두찬일파 역
- 심재원 : 두찬일파 역
- 이인섭 : 두찬일파 역
- 소재한 : 어린 영후 역
- 장인한 : 노인 역

## 수상
- 1997년 제33회 백상예술대상
  - 영화부문 인기상 - 이정재
- 1997년 제20회 황금촬영상
  - 최우수 남우주연상 - 이정재
  - 촬영상 동상 - 전조명